# دايفيد إم. لودلم
دايفيد إم. لودلم (بالإنجليزية: David M. Ludlum)‏ هو مؤرخ أمريكي، ولد في 3 ديسمبر 1910 في إيست أورانج في الولايات المتحدة، وتوفي في 23 مايو 1997 في برينستون في الولايات المتحدة.